# Гологрудый кенгуру
Гологрудый кенгуру, или степная кенгуровая крыса (лат. Caloprymnus campestris) — единственный вид одноимённого рода из семейства кенгуровые крысы. Вымерший вид, обитавший в Австралии.

## Виды и распространение
Вид был впервые описан в 1843 году на основе трёх экземпляров из неизвестной местности в Южной Австралии. Однако новых экземпляров гологрудого кенгуру не удавалось найти вплоть до 1931 года, когда животное было обнаружено в северо-восточной части Южной Австралии. Последующие исследования показали, что небольшая популяция вида существовала в начале 1930-х годов на участке вблизи впадины озера Эйр в северо-восточной части Южной Австралии и в юго-западной части Квинсленда. В настоящее время считается вымершим видом.
Среда обитания — каменистые равнины, песчаные гряды, покрытые лебедой и другими кустарниками.

## Описание
Гологрудый кенгуру — небольшое животное. Длина тела от 254 до 282 мм, включая голову; длина хвоста 297—377 мм. Вес варьирует от 637 до 1060 г. Волосяной покров густой и мягкий. Волосяной покров на спине песчаного цвета, переходящего в серый, на брюхе — беловатого. Уши длиннее и уже, чем у других представителей семейства кенгуровых крыс. Хвост длинный, цилиндрический, покрыт короткими волосами. На груди и нижней части шеи присутствует безволосый участок кожи (вероятно, специфическая кожная железа).

## Образ жизни
Потору ведут наземный образ жизни. Активность приходится на ночь, хотя иногда греются ранним утром на солнце. Селятся в небольших гнёздах, не норах.

## Питание
В отличие от других крысиных кенгуру питались преимущественно надземными частями растений, в меньшей степени — подземными. Вероятно, питались и жуками.

## Воспроизводство
Сезонности в размножении, по-видимому, не существовало. Самки с единственным детёнышем отлавливались в июне, августе и декабре. Продолжительность жизни — до 13 лет в неволе.